# Moartea lui Adonis (Mazzuoli)
Moartea lui Adonis e o sculptură de marmură din aproximativ 1700-1710, de Giuseppe Mazzuoli, acum în Muzeul Ermitaj. Povestea morții lui Adonis provine din Metamorfozele lui Ovidiu și povestește despre frumosul tânăr, iubit al zeiței Venus, care a murit în timp ce ieșea la vânătoare de mistreț. A intrat în Ermitaj în 1923;  fiind înainte în colecția Musin-Pușkin.